# Беча
Беча (рум. Băcia) — село у повіті Хунедоара в Румунії. Адміністративний центр комуни Беча.
Село розташоване на відстані 286 км на північний захід від Бухареста, 10 км на південний схід від Деви, 117 км на південний захід від Клуж-Напоки, 137 км на схід від Тімішоари.

## Населення
За даними перепису населення 2002 року у селі проживали 710 осіб.
Національний склад населення села:
| Національність | Кількість осіб | Відсоток |
| -------------- | -------------- | -------- |
| румуни         | 603            | 84,9%    |
| угорці         | 90             | 12,7%    |
| цигани         | 10             | 1,4%     |
| німці          | 6              | 0,8%     |

Рідною мовою назвали:
| Мова      | Кількість осіб | Відсоток |
| --------- | -------------- | -------- |
| румунська | 626            | 88,2%    |
| угорська  | 80             | 11,3%    |